# Maman (canção de Louane)
"Maman" (estilizado em todas as letras minúsculas) é uma canção da cantora francesa Louane. Foi escrita pela própria Louane, juntamente com Tristan Salvati, que produziu a canção. A balada foi lançada a 15 de março de 2025. A música representou França no Festival Eurovisão da Canção de 2025.

## Festival Eurovisão da Canção 2025

### Seleção interna
A emissora francesa France Télévisions, através da France 2, anunciou oficialmente a sua participação no Festival Eurovisão da Canção 2025 a 30 de agosto de 2024. EA 30 de janeiro de 2025, Louane foi anunciada oficialmente como a representante do país para esse ano. A 15 de março de 2025, ela revelou a sua canção como "Maman", e fez a sua performance no Stade de France, durante o intervalo da partida entre França e Escócia no torneio Seis Nações 2025.